# ゲオルギ・テナーゼ
ゲオルギ・テナーゼ（Giorgi Tenadze 1962年5月24日 - ) は、旧ソ連のグルジア共和国（現在のジョージア）ポティ出身の柔道選手。現役時代は71kg級の選手。身長172cm。

## 人物
柔道は弟に続いて始めた。1988年ソウルオリンピックでは3回戦で古賀稔彦と対戦して、極端な左変形の組み手から古賀の攻めを封じて、小外掛で有効と効果を取って破った。古賀相手に特別な対策は立てていなかったが、古賀のような柔道スタイルに対処する術をすでに幾多の経験から得ていたのが勝利に繋がったという。準決勝では今大会優勝したフランスのマルク・アレクサンドルに効果で敗れるも、3位決定戦ではハンガリーのハイトシュ・ベルタランに三角絞で一本勝ちして銅メダルを獲得した。1989年の世界選手権では古賀と対戦することはなかったものの3位となった。なお、2009年からジョージア柔道もそれまでの男子一辺倒から、女子の本格的な強化にも取り組むことになると、女子ナショナルチームのコーチに就任した。

## 主な戦績
- 1982年 - ソ連国際　3位
- 1984年 - 世界学生　優勝
- 1985年 - ソ連国際　優勝
- 1985年 - ユニバーシアード　3位
- 1986年 - チェコ国際　優勝
- 1987年 - チェコ国際　優勝
- 1987年 - ソ連国際　2位
- 1988年 - ドイツ国際　3位
- 1988年 - ソ連国際　優勝
- 1988年 - ソウルオリンピック　3位
- 1989年 - ヨーロッパ選手権　3位
- 1989年 - 世界選手権　3位